# Воєводін Олексій Михайлович
Олексій Михайлович Воєводін (рос. Алексе́й Миха́йлович Воево́дин; 8 грудня 1984, Ленінград, СРСР) — лідер російської неонацистської «Бойової терористичної організації (БТО)» Воєводіна-Боровикова, яка складалася приблизно з 15 осіб та була звинувачена у низці злочинів, серед яких вбивства (переважно — на ґрунті національної ненависті), бандитизм, незаконне володіння зброєю.

## Діяльність
Олексій Воєводін з 2001 по 2003 роки входив до російських неонацистських угруповань Mad Crowd та «Шульц-88». Після розгрому цих груп правоохоронцями та засудження деяких їхніх учасників Воєводін разом з іншим учасником цих же банд Дмитром Боровиковим створив власну групу екстремістів.
Нова організація так і не отримала назву. Пізніше ЗМІ почали називати її «Бойовою терористичною організацією (БТО)» або угрупуванням Воєводіна-Боровикова.
Відмінними рисами групи стали більш досконала конспірація (наприклад, відмова від нацистської атрибутики та впізнаваного стилю скін-хедів), відхід від деяких традиційних ідей неонацизму (зокрема, інтерес до ісламського тероризму), орієнтація у своїй ідеології в першу чергу на дестабілізацію суспільства (наприклад, учасники групи різали колеса машинам «швидкої» та закликали писати на стінах антиросійські лозунги).
Воєводін став не лише співзасновником групи, але й головним «інвестором» — за власні гроші придбав автомобіль, зброю, рації, які потім використовувалися в злочинній діяльності БТО.
Група під керівництвом Воєводіна та Боровикова діяла в Санкт-Петербурзі з 2003 по 2006 роки. На її рахунку — 7 доведених вбивств (загалом угруповання підозрювали у причетності до щонайменше 10 вбивств), численні напади, пограбування пошти тощо.

## Арешт та засудження
Воєводін, як і багато інших учасників БТО, був заарештований в 2006 році. Розслідування вбивства сенегальця Лампсара Самби, що сталося, 7 квітня привело слідчих до іншого співзасновника групи Дмитра Боровикова, а згодом — і до інших учасників банди.
Воєводіну інкримінували та змогли довести безпосередню участь у вбивствах з мотивів національної ненависті, у зв'язку зі службовою діяльністю загиблого (історика, який виступав експертом у справах проти неонацистів), з метою приховування злочинів (були вбиті двоє учасників групи — свідків злочинів БТО), а також у замаху на вбивство, пограбуванні, бандитизмі, розпалюванні ворожнечі, екстремізмі.
14 червня 2011 року Воєводін був визнаний винним у нападах та у вбивствах приїжджих і засуджений до довічного позбавлення волі.